# Юбарі (крейсер)

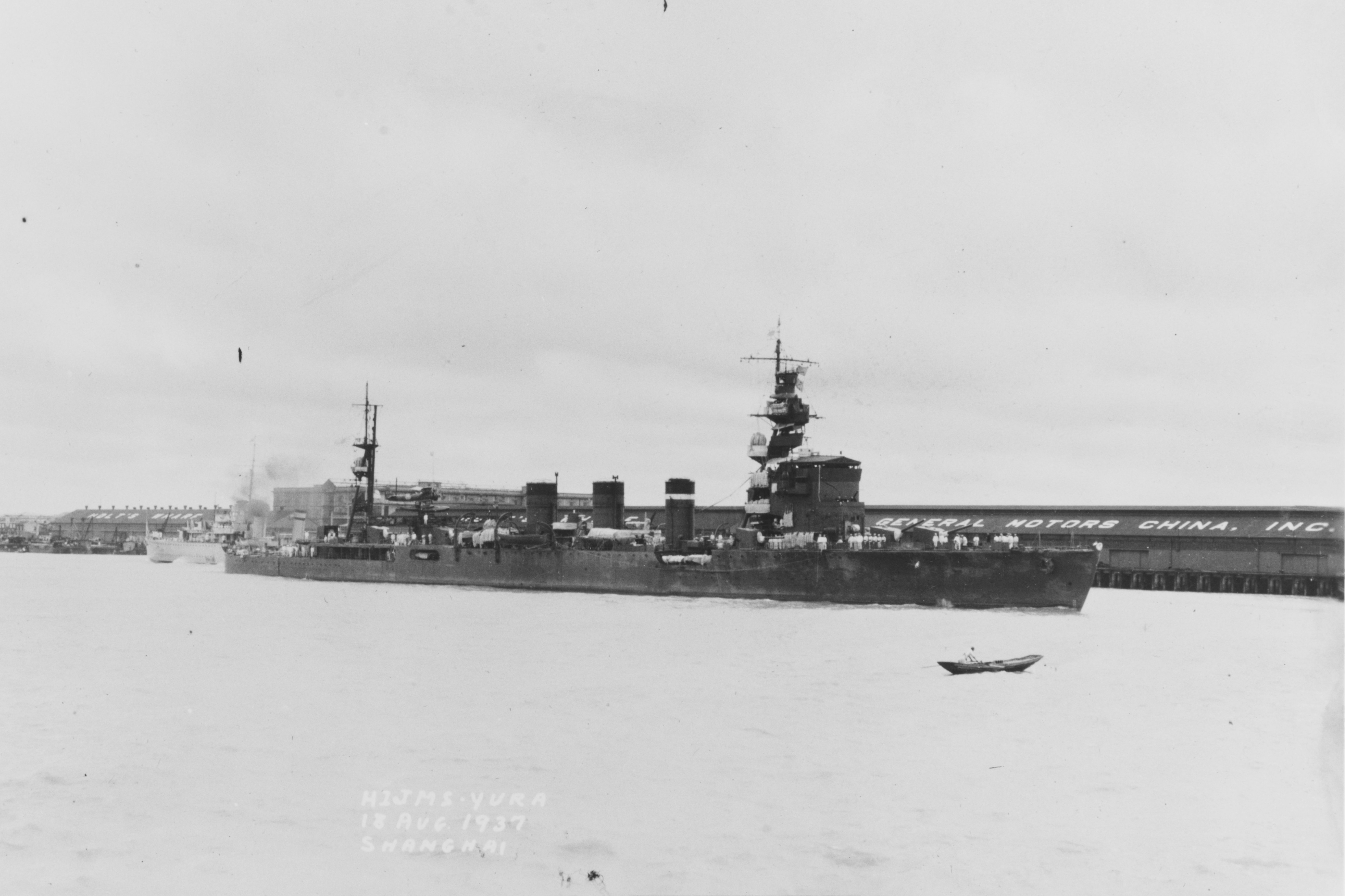
«Юбарі» у серпні 1937 в Шанхаї

Юбарі (Yubari, яп. 夕張) — легкий крейсер Імперського флоту Японії, який взяв участь у Другій світовій війні.
Корабель, який став першим і єдиним представником крейсерів типу «Юбарі», спорудили у 1925 році на верфі ВМФ у Сасебо.
26 січня 1932-го Юбарі вирушив до узбережжя Центрального Китаю, де за кілька діб до того в Шанхаї стались антияпонські заворушення. Командування імперського ВМФ зосередило біля цього промислового центру значний загін кораблів та висунули ультиматум щодо виплати відшкодування за пошкоджене майно японських громадян. 28 січня японці розпочали бойові дії, які тривали більш як місяць та відомі як «Інцидент 28 січня» (можливо відзначити, що того ж 28 січня на півночі Китаю за підтримки Японії була проголошена маньчжурська держава). 8 лютого розпочалось чергове бомбардування шанхайського форту Вусон, в якому взяли участь Юбарі, ще один легкий крейсер Тацута та щонайменше вісім есмінців. Обстріл тривав і весь наступний день. 13 лютого Юбарі обстрілював Вусон разом з легким крейсером Юра.
У серпні 1937-го на тлі початку Другої японо-китайської війни Юбарі прикривав евакуацію японських громадян із південного Китаю — Фучжоу, Амою, Сватоу (Шаньтоу), Кантону (Гуаньчжоу). 14 вересня крейсер та есмінці «Хаяте» і «Оіте» перебували в усті Перлової річки та зустрілись із китайським бронепалубним крейсером «Чао-Хо» та митним катером «Хай-Чоу» (колишній британський шлюп HMS Pentstemon). Під час наступного бою (можливо, єдиного зіткнення морських сил сторін під час цієї війни) «Хай-Чоу» від пошкоджень на якийсь час втратив кермування, проте в підсумку екіпаж зміг відновити контроль над судном та відірватись від ворога (можливо відзначити, що діям японського загону перешкоджав вогонь берегових батарей форту Бокка-Тігріс). Що стосується «Чао-Хо», то цей корабель доволі швидко вийшов із бою (буде потоплений 30 вересня під час ударів по дельті Перлової річки літаків з японських авіаносців «Рюдзьо» та «Хошо», та сама участь очікуватиме 7 жовтня і на «Хай-Чоу»). Під час повернення на якірну стоянку Юбарі був атакований літаком, бомби з якого лягли поряд з японським кораблем, поранено кілька членів екіпажу.
У жовтні 1937-го Юбарі перебував уже біля узбережжя Центрального Китаю, де 20 жовтня разом з есмінцями своєї дивізії прикривав висадку японських військ у затоці Ханчжоу (південніше від Шанхаю).
У листопаді 1940-го Юбарі зробили флагманським кораблем 6-ї ескадри ескадрених міноносців, яка підпорядковувалась Четвертому флоту. Останній мав головну базу на атолі Трук у центральній частині Каролінських островів та на початковому етапі війни здійснив ряд операцій для розширення японського контролю в Мікронезії та вторгненню до Меланезії.
29 листопада — 3 грудня 1941-го, ще до початку бойових дій, Юбарі разом з усіма кораблями своєї ескадри перейшов з Труку на атол Кваджелейн (Маршаллові острови). 8 грудня Юбарі, 6 із 8 есмінців його підрозділу, а також ще два легкі крейсери, вирушили далі в межах плану заволодіння островом Вейк (вісім сотень кілометрів на північ від Маршаллових островів). Доволі неочікувано операція пішла невдало, 11 грудня при спробі наблизитись до острова вогнем берегових батарей був потоплений один есмінець та ще кілька пошкоджені, після чого японський загін повернувся на Кваджелейн (а на відході літаки потопили другий есмінець). У цьому поході Юбарі провів перестрілку із береговими батареями та був кілька разів накритий, проте уникнув прямих влучань.
13 грудня 1941-го японці повернулись на Кваджелейн, а 21 грудня звідси до Вейка вирушило значно потужніше з'єднання, що мало підтримку авіаносців та 23 числа захопило острів без якихось ускладнень.
29 грудня 1941-го Юбарі знову був на Кваджелейні, а 31 грудня 1941 — 3 січня 1942 пройшов на Трук. 13—15 січня він разом з чотирма есмінцями супроводив звідси переобладнаний гідроавіаносець «Кійокава-Мару» та два транспорти до атола Волеаї (центральна частина Каролінських островів за вісім з половиною сотень кілометрів на захід від Трука). Тут вони з'єднались із конвоєм транспортів, які раніше під охороною двох інших есмінців 6-ї ескадри вийшли з Труку до Гуаму (Маріанські острови), щоб прийняти там війська для операції проти архіпелагу Бісмарка. У ніч проти 23 січня відбулась висадка десанту на сході острова Нова Британія. Японці швидко подолали опір незначного гарнізону та встановили контроль над Рабаулом, який на найближчі два роки стане їх головною передовою базою у регіоні, з якої провадитимуться операції на Соломонових островах та сході Нової Гвінеї.
8 лютого 1942-го Юбарі полишив Рабаул та повернувся сюди 14 лютого. Відомо, що в ці дні есмінці 6-ї ескадри забезпечували висадку на півострові Сурумі (центральна частина південного узбережжя Нової Британії), де японці захопили невеличкий австралійський аеродром у Гасматі (після розширення його перетворили на резервний майданчик, призначений для забезпечення аварійних посадок літаків). 
За кілька діб по тому японці виявили вороже авіаносне з'єднання на початковому етапі рейду проти Рабаула. В межах заходів з протидії Юбарі 20 лютого 1942-го полишив Рабаул, тоді ж з Труку вийшли 3 важкі та 2 легкі крейсери. Втім, враховуючи втрату ефекту несподіванки, американці відмовились від рейду і всі  японські крейсери 23 лютого прибули на Трук. 27 лютого — 1 березня Юбарі здійснив зворотний перехід з Труку до Рабаула.
5 березня 1942-го Юбарі разом з шістьома есмінцями своєї ескадри та двома іншими легкими крейсерами Четвертого флоту вирушили для супроводу загону, який мав доправити десант на Нову Гвінею до Лае (на сході острова у глибині затоки Хуон). Висадка 8 березня не зустріла спротиву, проте 10 березня загін стала ціллю для американської авіаносної авіації, унаслідок удару якої по Лае ряд допоміжних суден були втрачені, а половина бойових кораблів зазнала пошкоджень. Юбарі зміг ухилитись від 12 торпед та кількох десятків бомб, хоча кілька останніх розірвались доволі близько. Зате унаслідок обстрілу виникла пожежа, яка досягла носового торпедного апарату, вистрілити торпеди з якого виявилось неможливим через збір енергопостачання. Втім, у підсумку моряки змогли вручну повернути апарат та розрядити його. Під час атак на Юбарі загинуло 13 членів екіпажу.
13—14 березня 1942-го крейсер перейшов до Рабаула, де 20 березня зазнав додаткових пошкоджень від близьких розривів бомб, скинутих з горизонтальних бомбардувальників B-17. 22—25 березня корабель перейшов на Трук, де до 10 квітня проходив ремонт та певну модернізацію (добронювали місток, зняли два скидачі глибинних бомб).
30 квітня — 2 травня 1942-го Юбарі пройшов назад у Рабаул, де його залучили до операції з оволодіння Порт-Морсбі. Разом із 6 есмінцями він увійшов до загону адмірала Кайоки, завданням якого було прикриття транспортного конвою, що 4 травня рушив із Рабаула. Надалі танкери залишили на якірній стоянці Шортленд (прикрита групою невеликих островів Шортленд акваторія біля південного завершення острова Бугенвіль) під охороною одного есмінця, тоді як транспорти з військами та більшість кораблів Кайоки попрямували у південно-західному напрямку через Соломонове море.
5 травня американське авіаносне угруповання потопило японський легкий авіаносець «Сьохо» із групи підтримки. Надвечір наступної доби Кайока вирішив відшукати та атакувати ворожі кораблі, які, на його думку, перебували у протоці Джомард (відділяє південно-східне завершення Нової Гвінеї від архіпелагу Луїзіади). Спершу адмірал рушив на пошуки ворога з Юбарі та двома есмінцями, проте за дванадцять годин (вже настало 7 травня) повернувся до конвою, попередньо віддавши наказ трьом іншим есмінцям полишити транспортні судна. 7 травня кілька бомбардувальників скинули бомби по Юбарі, проте не поцілили його. Після битви у Кораловому морі, в якій 8 травня зіткнулись авіаносні з'єднання сторін, японське командування ухвалило рішення про скасування операції проти Порт-Морсбі. 9 травня транспортні судна повернулись до Рабаула, а Юбарі 13 травня прибув до Кієта на східному узбережжі Бугенвілю. 15—17 травня він пройшов звідси на Трук.
19—23 травня 1942-го Юбарі перейшов до Йокосуки, де пройшов доковий ремонт, а 19—23 червня витратив на зворотний перехід на Трук. 29 червня Юбарі та 4 есмінці вирушили з Труку для супроводу конвою транспортів, які доправляли будівельників та матеріали на острів Гуадалканал (східні Соломонові острови), де вирішили спорудити аеродром. 4 липня загін прибув до якірної стоянки біля острова Саво та протягом тижня провів розвантаження, втім, Юбарі вже 6 липня вирушив назад на Трук (можливо відзначити, що недобудований аеродром через місяць опиниться в руках союзних сил та відіграє надзвичайно велику роль у їх перемозі в шестимісячній битві за Гуадалканал).

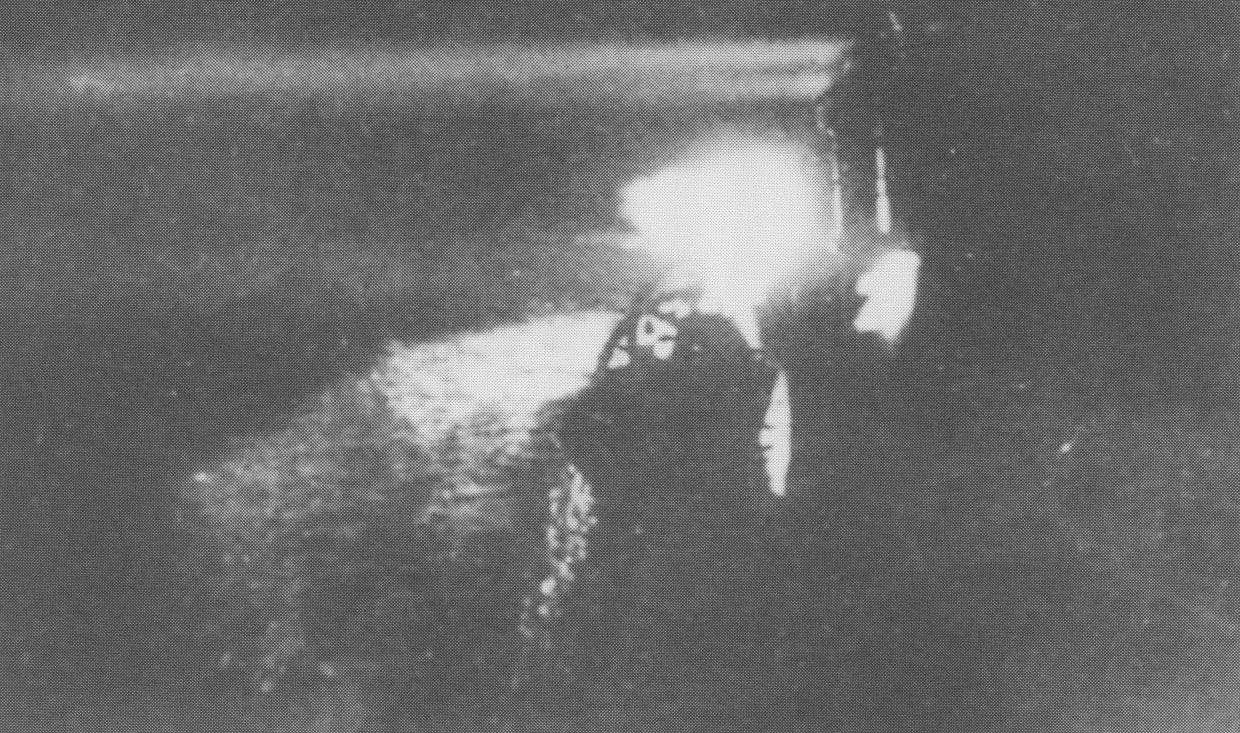
Під час бою біля острова Саво на «Юбарі» вмикають прожектор

Під час перебування на Труці 6-ту ескадру ескадрених міноносців розформували, а 15—17 липня 1942-го Юбарі пройшов з кількома есмінцями свого колишнього підрозділу до Рабаула. За кілька тижнів по цьому, 7 серпня, союзники здійснили висадку на сході Соломонових островів, що започаткувало шестимісячну битву за Гуадалканал. 8 серпня Юбарі рушив до цього острова у складі загону із 5 важких та 2 легких крейсерів і 1 есмінця, який у ніч проти 9 числа провів бій біля острова Саво. Під час останнього Юбарі взяв участь у бою з важким крейсером USS Vincennes. Останній отримав влучання двома торпедами та кількома десятками снарядів, а незадовго до загибелі був уражений третьою торпедою, яку випустив саме Юбарі. Також Юбарі мав швидкоплинний бій з есмінцем USS Ralph Talbot та досягнув кількох влучань (можливо відзначити, що Ralph Talbot зможе повернутись на базу та у підсумку переживе війну). 10 серпня крейсер повернувся до Рабаула.
18—20 серпня 1942-го Юбарі пройшов з Рабаулу на Трук, а 26 серпня вирушив звідси в межах операції для встановлення контролю над мікронезійськими островами Науру та Оушен, гарнізони з яких союзники евакуювали ще у лютому. При цьому доставку основних сил десанту здійснив загін із Юбарі, есмінця «Юнагі» та переобладнаного мінного загороджувача Кьоєй-Мару. 30 та 31 серпня бійців охоронних загонів з Труку висадили на Оушені та Науру, після чого Юбарі попрямував на атол Джалуїт (Маршаллові острови), а 3—5 вересня перейшов звідти на Трук.
До кінця осені 1942-го Юбарі займався патрульно-ескортною службою на просторах Океанії. Так, 10—24 вересня 1942-го він виходив з Труку для патрулювання в районі Маршаллових островів та островів Гілберта, а з 25 вересня по середину останньої декади жовтня супроводив конвої за маршрутом Трук — Палау (важливий транспортний хаб на заході Каролінських островів) — Філіппіни та назад. 26 жовтня крейсер вирушив з Труку на острови Гілберта, де біля місяця ніс службу з охорони атола Тарава, допоки 30 листопада — 9 грудня не здійснив перехід через Сайпан (Маріанські острови) до Йокосуки. У останній Юбарі понад три місяці проходив ремонт, під час якого, зокрема, відновили одну з турбін (через технічні проблеми з нею корабель не міг видавати більш як 26 вузлів з кінця липня), а дві спарені установки 13,2-мм зенітних кулеметів замінили на таку ж кількість спарених установок 25-мм зенітних автоматів.
22—26 березня 1943-го Юбарі здійснив перехід на Трук, а 29 березня — 1 квітня пройшов до Рабаулу, супроводжуючи одночасно переобладнаний гідроавіаносець «Камікава-Мару». У Рабаулі крейсер введи до складу Восьмого флоту, який мав тут штаб-квартиру.
30 червня 1943-го американці висадились на острові Нью-Джорджія у центральній частині Соломонових островів і японське командування почало реалізовувати контрзаходи. Вже 1 липня Юбарі прибув на стоянку Шортленд, а наступної доби вийшов звідси разом з 8 есмінцями для обстрілу острова Рендова (біля південного узбережжя Нью-Джорджії). Бомбардування в ніч проти 3 липня було не вельми результативним. Під час операції відбулась сутичка з трьома американськими торпедними катерами, яка не принесла успіху жодній зі сторін.
5 липня 1943-го під час пересування по Шортленду Юбарі підірвався на міні, виставленій ворожим літаком. Пошкодження виявились не надто серйозними, а серед екіпажу були лише поранені, втім, максимальна швидкість крейсера впала до 22 вузлів. Як наслідок, 6 липня Юбарі прибув до Рабаула, де провели аварійний ремонт за допомогою спеціалізованого судна «Ямабіко-Мару». 10—30 липня крейсер пройшов до Йокосуки із зупинкою на Труці (тут з 19 до 24 липня провадили додаткові ремонтні роботи). Далі до 16 жовтня Юбарі проходив повноцінне відновлення, під час якого, зокрема, кормова установка головного калібру була замінена на строєну установку 25-мм зенітних автоматів.
27 жовтня — 3 листопада 1943-го Юбарі витратив на перехід з Японії до Рабаула. 4 листопада крейсер вийшов  на допомогу транспорту «Кійосумі-Мару», який прямував до архіпелагу Бісмарка в конвої «Тей № 4 Го» з понад тисячею військовослужбовців на борту та зазнав серйозних пошкоджень при нальоті авіації. З пошкодженого судна зняли частину вантажу та бійців, які перейшли на 3 легкі крейсери та 2 есмінці. Юбарі прийняв дві сотні осіб і три польові гармати і доправив їх у Рабаул.
5 листопада 1943-го Юбарі став флагманським кораблем 3-ї ескадри ескадрених міноносців, оскільки її попередній флагман «Сендай» за пару діб до того загинув у бою в затоці Імператриці Августи біля узбережжя Бугенвілю (на момент повернення Юбарі з Японії американці не лише повністю оволоділи архіпелагом Нью-Джорджія, але й висадились 1 листопада на Бугенвілі у західній частині Соломонових островів). 6 листопада Юбарі разом з есмінцем «Сігуре» вирушили у транспортний рейс до Буки (порт на однойменному острові біля північного узбережжя Бугенвілю) та в ніч проти 7 числа висадили тут сім сотень бійців і передали значний обсяг припасів. Тієї ж доби кораблі повернулись у Рабаул.
11 листопада 1943-го американське авіаносне з'єднання завдало потужного удару по Рабаулу, під час якого був потоплений та пошкоджений цілий ряд бойових кораблів. Втім, Юбарі отримав лише незначні пошкодження від обстрілу. 18 листопада крейсер вирушив у транспортний рейс до острова Гарове (у морі Бісмарка за три сотні кілометрів на захід від Рабаула), під час якого зазнав пошкоджень від атак ворожих літаків та був вимушений перервати місію і повернутись Рабаула, де пройшов нетривалий аварійний ремонт. 3 грудня Юбарі вирушив на Трук, маючи на буксирі есмінець «Наганамі», який був серйозно пошкоджений при атаці 11 листопада. Охорону під час цього переходу забезпечували ще два есмінці й 8 грудня загін успішно прибув до пункту призначення (можливо відзначити, що «Наганамі» вдасться відремонтувати і він загине вже наприкінці 1944-го на Філіппінах). 14—19 грудня Юбарі пройшов до Йокосуки, де до 4 березня проходив ремонт, під час якого отримав додатково дві строєні та вісім одинарних установок 25-мм зенітних автоматів, що довело загальну кількість 25-мм стволів до двадцяти п'яти. Також замість носової установки головного калібру встановили одну 120-мм гармату, здатну вести також зенітний вогонь.

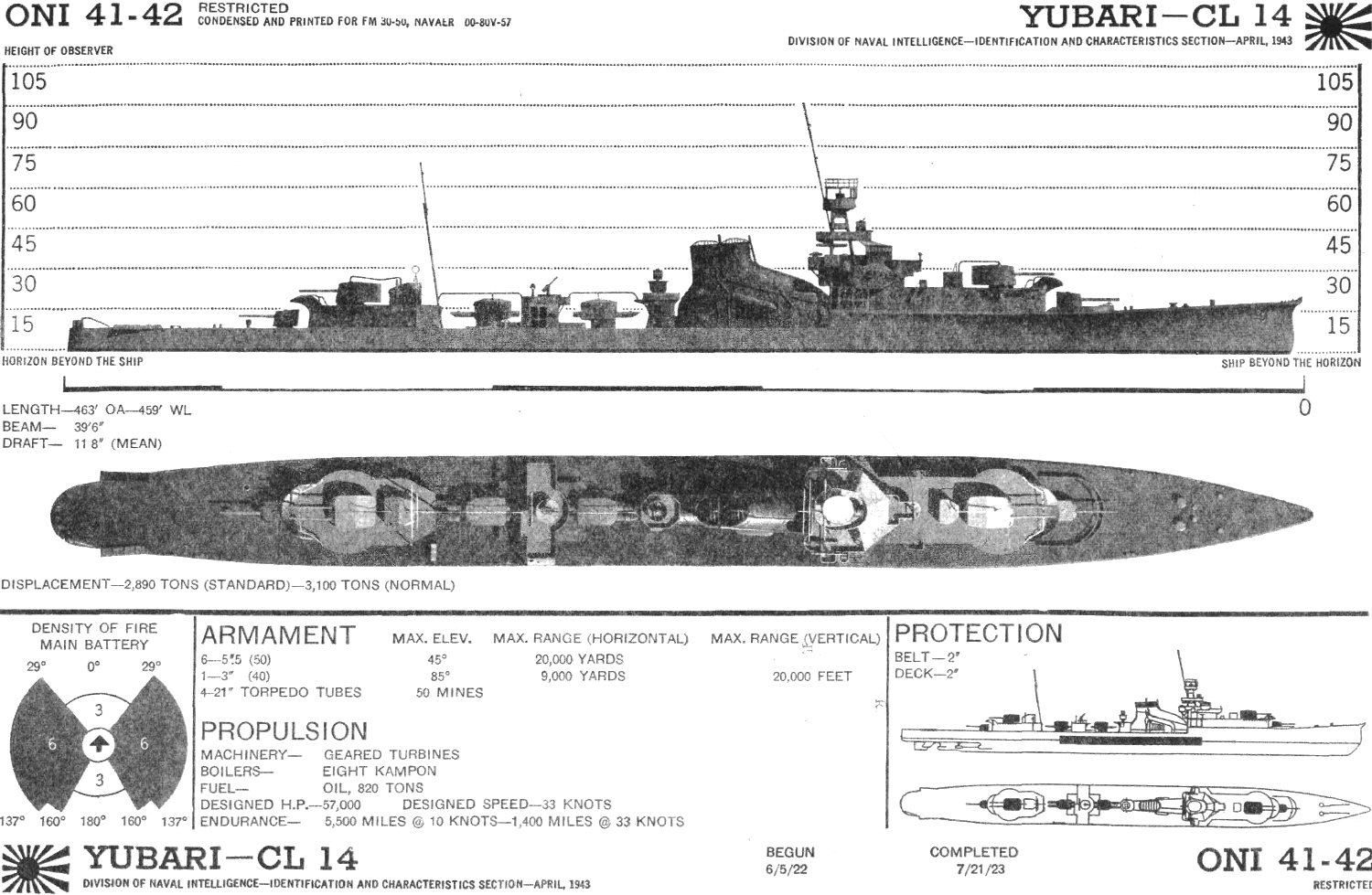
Схема «Юбарі»

У березні 1944-го Юбарі залучили до транспортної операції «Хігаші Мацу» (Higashi Matsu), яка передусім мала за мету підсилення гарнізонів Маріанських островів, що тепер відносились до головного оборонного периметра імперії (на початку лютого 1944-го японське командування вивело з Труку основні сили флоту, а 17—18 лютого ця база зазнала розгрому при рейді американського авіаносного з'єднання). 22 березня Юбарі разом з трьома есмінцями рушив з Кісарадзу (Токійська затока) як охорона конвою «Хігаші Мацу № 3», що 30 березня прибув на Сайпан.
23 квітня 1944-го Юбарі разом зі ще одним легким крейсером та двома есмінцями вирушив з Сайпану на захід Каролінських островів, через який тепер також проходив основний оборонний периметр. 25 квітня загін прибув на Палау, де додатково прийняв на борт майже чотири сотні бійців. Наступної доби крейсер та два есмінці разом з танкодесантним судном вирушили для перевезення військ на острів Сонсорол (дещо більш ніж за три сотні кілометрів на південний захід від Палау). 27 квітня Юбарі розвантажився, при цьому він вже був помічений американським підводним човном USS Bluegill, який провадив рекогносцирування Соснсорол. Висадивши війська, крейсер почав відходити від острова і в цей момент з субмарини дали по ньому шеститорпедний залп. Одна з торпед уразила Юбарі, загинуло 17 членів екіпажу. Котельні відділення крейсера виявились залитими водою і він втратив хід. Через шість годин після атаки есмінець «Самідаре» спробував буксирувати Юбарі, проте невдало. Вранці 28 квітня інший есмінець «Юдзукі» зняв екіпаж з крейсера, який у підсумку затонув через 24 години після влучання торпеди.